# Піманков Денис Сергійович
Денис Сергійович Піманков (рос. Дени́с Серге́евич Пиманко́в нар. 4 лютого, 1975, Омськ, Російська РФСР) — російський плавець, срібний призер Олімпійських ігор 1996 року, чемпіон світу та дворазовий чемпіон Європи, призер чемпіонатів світу та Європи.

## Біографія
Денис Піманков народився 4 лютого 1975 року в місті Омськ.
Найкращі результати спортсмен демонстрував в естафетних запливах. Вдалі виступи дали спортсмену можливість представити збірну Росії на Олімпійських іграх 1996 року в Атланті. Там він виступив лише у кваліфікаційних запливах в естафеті 4x100 метрів вільним стилем. У фіналі збірна Росії виграла срібні медалі, яку Піманков також отримав.
Протягом наступного олімпійського циклу плавець став дворазовим чемпіоном Європи, а також виграв бронзову медаль на чемпіонаті світу. Усі нагороди спортсмен здобував у естафетних запливах 4x100 метрів вільним стилем. На наступних Олімпійських іграх виступив у чотирьох видах програми. На дистанціях 50 та 100 метрів вільним стилем Піманков посів 16-те та 8-ме місце відповідно. У фіналі естафетного запливу 4x100 метрів вільним стилем збірна Росії була дискваліфікована, а у естафеті 4x100 метрів комплексом не вийшла у фінал (9-те місце у кваліфікації).
Залишився у національній збірній та у 2003 році став чемпіоном світу у естафеті 4x100 метрів вільним стилем. На своїх третіх Олімпійських іграх у 2004 році виступав лише у естафеті 4x100 метрів вільним стилем. Російська команда, з Піманковим у складі, у фіналі стала четвертою.
Випускник Сибірського державного університету фізичної культури, а також Московського державного університету економіки, статистики та інформатики.

## Виступи на Олімпіадах
| Олімпіада    | Дисципліна             | Місце |
| ------------ | ---------------------- | ----- |
| Атланта 1996 | 4x100 м вільним стилем | 2     |
| Сідней 2000  | 50 м вільним стилем    | 16    |
| Сідней 2000  | 100 м вільним стилем   | 8     |
| Сідней 2000  | 4x100 м вільним стилем | DSQ   |
| Сідней 2000  | 4x100 м комплексом     | 9     |
| Афіни 2004   | 4x100 м вільним стилем | 4     |